# Krishna Prasad Bhattarai
Krishna Prasad Bhattarai (कृष्ण प्रसाद भट्टराई - Kṛṣṇa Prasāda Bhaṭṭarāī; Varanasi, 24 dicembre 1924 – Katmandu, 4 marzo 2011) è stato un politico nepalese, Primo ministro del Nepal dal 1990 al 1991 e dal 1999 al 2000.
È stato presidente del partito del Congresso Nepalese per circa 20 anni, dal 12 febbraio 1976 all'11 maggio 1996.